# Rachel Salik
Pour les articles homonymes, voir Salik (homonymie).
Rachel Salik, née le 25 octobre 1937 à Berchem-Sainte-Agathe, morte le 8 avril 2007 à Die, Drôme, est une comédienne, metteuse en scène et dramaturge de théâtre, de nationalité franco-belge.

## Biographie
Les parents de Rachel, originaires de Rybotycze, Pologne, ont émigré à Bruxelles au milieu des années 1930. Rachel Salik naît en 1937. Elle a à peine 5 ans quand sa mère est déportée dans le camp de concentration d’Auschwitz d’où elle ne revint jamais. Pour protéger sa fille, son père la place d’abord dans une riche pension en Suisse puis l’envoie chez des amis aux États-Unis. Cette enfance mouvementée favorise son multilinguisme (français, allemand, anglais, espagnol) qui lui permettra plus tard de traduire et d’adapter des pièces de théâtre étrangères.
De retour en Belgique vers 17 ans, elle fait des études théâtrales au Conservatoire royal de Bruxelles, monte pour la première fois sur les planches au Palais des beaux-arts, puis au Théâtre de poche de Bruxelles. Son père, diamantaire, se remarie et s’installe à Anvers.
En 1964, grâce à une bourse, Rachel Salik vient à Paris où elle s'installe définitivement. Elle s'inscrit au cours Charles Dullin, puis participe en 1968 à des stages en anglais dirigés par Andréas Voutsinás. Sa carrière théâtrale connaît alors une tranquille ascension. Appréciant les spectacles associant musique et chansons, elle travaille avec des metteurs en scène de renom : Michael Cacoyannis, Guy Rétoré, Jean Gillibert, Alain Scoff, Jean-Louis Jacopin, Régis Santon, Robert Hossein… Parallèlement à ses prestations dans de grands théâtres, elle commence à chanter dans divers lieux, notamment dans un petit restaurant espagnol, la Candelaria, près de l’Odéon, accompagnée d’une musicienne guitariste espagnole, Zilouca, qui restera son amie intime pendant de longues années. Elle commence à s’intéresser aux spectacles musicaux et au théâtre contemporain et à traduire des pièces de théâtre espagnoles. Elle est également présente ponctuellement au cinéma et joue par exemple dans le film Section spéciale de Costa-Gavras, diffusé en 1975. Elle participe également comme actrice à des tournages de drames pour la télévision.
Au milieu des années 1970, un premier cancer freine un peu sa carrière et elle choisit d’apparaître dans des pièces créées par des amis dans des cafés-théâtres. Elle rencontre, entre autres artistes, une comédienne belge, Maïté Nahyr et, en 1983, Djinn Bain, graphiste et décoratrice écossaise qui participe dès lors au décor de plusieurs pièces de Rachel Salik.
Elle découvre la mise en scène lorsque, en 1983, Monick Lepeu l’appelle pour sa pièce Gertrude morte cet après-midi. Ensemble elles obtiennent le Prix de la révélation théâtrale du Syndicat de la critique, en 1984,, ce qui vaut à la pièce d’être reprise dans de nombreux théâtres et dans plusieurs tournées à l’étranger. Un bon début dans la mise en scène…
Rachel Salik crée sa propre compagnie théâtrale, Le Détour Théâtre, qui va devenir  la Compagnie Rachel Salik et commence alors à adapter des textes (Marguerite Duras, Régine Deforges, Alice B. Toklas…), et une pièce anglaise (Carol Shields), à écrire ses propres créations et à les mettre en scène. Féministe et homosexuelle, les hommes sont rarement présents dans ses créations.
Avec Maïté Nahyr, elle participe aux ateliers Découverte des cultures européennes de l’association Cassiopée, créée en 2000 et dont le président est André Dussollier.
En 2003 et 2004, elle soutient le festival du Théâtre iranien en exil.
En 2005, sa dernière pièce de théâtre, coécrite avec Valeria Moretti et mise en scène, Hotel Dorothy Parker,, obtient un franc succès. C'est un regard de Dorothy Parker sur l'Amérique.
Après une vingtaine d’années de lutte contre son cancer, elle décède en 2007 à Châtillon-en-Diois dans le village où habite encore son amie décoratrice Djinn Bain. Un an plus tard, un hommage lui est rendu par ses amis comédiens au Théâtre 13.

## Théâtre

### Comédienne
- 1958 : La Visite de la vieille dame de Friedrich Dürrenmatt, adaptation Jean-Pierre Porret, mise en scène Claude Étienne, Palais des beaux-arts de Bruxelles et au Théâtre de l’Ancre de Charleroi
- 1959 : Salad Days de Dorothy Reynolds et Julian Slade, mise en scène Denis Carey, Théâtre de Poche de Bruxelles
- 1960 : La Mandragore de Nicolas Machiavel, mise en scène de Raymond Raynal, Théâtre de Poche de Bruxelles
- 1961/1962 : Lysistrata de Aristophane, mise en scène de José Quaglio, Théâtre de Poche de Bruxelles
- 1965 : Les Troyennes de Euripide, adaptation Jean-Paul Sartre, mise en scène Michael Cacoyannis, Théâtre national populaire (TNP), Théâtre national de Chaillot, Festival d'Avignon en 1966
- 1968 : Chant, contre-chant de Jean Andersson, mise en scène de l’auteur, Théâtre de l'Épée de Bois et tournée au Capitole de Toulouse et à l’Opéra de Clermont-Ferrand en 1969
- 1971 : L’Opéra de quat’sous de Bertolt Brecht, mise en scène Guy Rétoré, Théâtre de l'Est parisien (TEP)
- 1971 : Le Songe d'une nuit d'été de William Shakespeare, mise en scène Jean Gillibert, Théâtre de Chateauvallon
- 1972 : Le Rapport dont vous êtes l’objet de Václav Havel, mise en scène de André-Louis Perinetti, Théâtre de la Cité internationale
- 1972 : Sainte Jeanne des abattoirs de Bertolt Brecht, mise en scène Guy Rétoré, Théâtre de l'Est parisien
- 1973 : J'ai confiance en la justice de mon pays d’Alain Scoff, mise en scène Alain Scoff, Théâtre Mouffetard en 1973 et Festival d’Avignon en 1974
- 1973 : Penthésilée de Heinrich von Kleist, mise en scène Jean Gillibert, Théâtre de Chateauvallon
- 1974 : La Vénus à la fourrure de Leopold von Sacher-Masoch, mise en scène Pierre Chevalier, Théâtre Essaïon
- 1975 : Bilitis de Pierre Louÿs, mise en scène Régis Santon, Théâtre Essaïon
- 1975 : Federico García Lorca, spectacle musical personnel, Festival d’Avignon Off
- 1977 : Bérénice de Jean Racine, mise en scène André Cazalas, Théâtre de la Cité internationale
- 1977 : La Gangrène de Daniel Lemahieu, mise en scène Michel Dubois, Festival d’Avignon
- 1978 : La Tour de Nesles, mise en scène Nikola Arustein, Café-théâtre des Blancs-Manteaux
- 1978 : Notre-Dame de Paris spectacle musical d’après de Victor Hugo, mise en scène Robert Hossein, Palais des sports de Paris
- 1983 : La Mère de Stanisław Ignacy Witkiewicz, mise en scène Jean-Louis Jacopin, Théâtre de la Bastille
- 1993 : Emma B. Veuve Jocaste d’Alberto Savinio, mise en scène Michel Pruner, Théâtre des Célestins, Lyon
- 1995 : La Vie matérielle, coadaptation et interprétation avec Claire Deluca d’après Marguerite Duras, Espace Kiron et au Lucernaire en 1996.
- 1999 : La Reine d’Arles d’Annie Corbier, mise en scène et interprétation Rachel Salik au Lucernaire.
- 2001 : Proust, de Mazarine à Clotilde d’Annie Corbier, mise en scène et interprétation au concours Albert Willemetz de la Sacem, Théâtre Marigny ; et de la version anglaise au All Saints Centre de Lewes (Festival de Glyndebourne).

### Metteuse en scène
- 1983 : Gertrude morte cet après-midi de Monick Lepeu, multiples théâtres et tournées internationales.
- 1986 : Yiddish Cabaret, spectacle musical de Ben Zimet, Centre Pompidou, reprise au Carré Sylvia Montfort.
- 1986 : Pour l'amour de Marie Salat, d'après Régine Deforges, Théâtre de Poche Montparnasse, reprise en 1989 au Carré 30 à Lyon ainsi qu'au Théâtre du Petit Mathurin.
- 1987 : Suzanne Lenglen, la diva du tennis de Rachel Salik, Carré Sylvia Montfort[8].
- 1989 : Olympe de Gouges de Michelle Chevrot, Carré Sylvia Montfort et Festival d’Avignon.
- 1992 : Les Gastronomades adaptation de Rachel Salik et D. Poncet d’après Alice B. Toklas, Théâtre de la Huchette et Théâtre de Nesles.
- 1988/1889 : Souvenirs de soleil de Arich Chen, Théâtre Marie Stuart.
- 1993 : Le Testament de Pantalone de Roberto Veller, Bateau-théâtre La Mare au diable.
- 1995 : La Vie matérielle, d’après Marguerite Duras, Espace Kiron et au Lucernaire en 1996.
- 1996 : Je suis la vieille dame du libraire d’après François Perche, Théâtre Essaïon.
- 1998 : Piano pour quatre, spectacle musical personnel, Théâtre du Tambour Royal et Festival d'Avignon.
- 1999 : Angloklaxons, spectacle musical, co-mise en scène avec Phyllis Roome, Théâtre Les Déchargeurs.
- 1999 : La Reine d’Arles d’Annie Corbier, au Lucernaire.
- 2001 : Proust, de Mazarine à Clotilde d’Annie Corbier, mise en scène de la version anglaise au All Saints Centre de Lewes (Festival de Glyndebourne).
- 2001 : Treize mains, adaptation de la pièce de Carol Shields, mise en scène au Théâtre 13.
- 2003 : Le livre de mon père de Henri Gruvman, Théâtre Les Cinq Diamants et Espace Quartier Latin, dans le cadre du Festival de théâtre iranien en exil.
- 2004 : Allah n'est pas obligé, d'après Ahmadou Kourouma, Théâtre Le Magasin, Malakoff.
- 1999 : Puck en Roumanie d'Anca Visdei, Théâtre de la Huchette et tournée.
- 2001 : Treize mains, spectacle musical adapté d’après la pièce de Carol Shields, Théâtre 13 et Festival d'Avignon.
- 2005 : Hôtel Dorothy Parker, coécrit avec Valeria Moretti, Théâtre Les Déchargeurs en 2005 et Théâtre La Bruyère en 2006.

### Traductions, adaptations et créations
- 1969 : Pré-Papa, traduction de la pièce en espagnol d’Agustin Gomez-Arcos, parue dans l'Avant-Scène Théâtre no 434.
- 1985 : Interview de Mrs Morte Smith par ses fantômes, traduction de la pièce d’Agustín Gómez-Arcos, édition bilingue Actes Sud  (ISBN 978-2868690234).
- 1986 : Pour l'amour de Marie Salat d'après le roman de Régine Deforges.
- 1987 : Suzanne Lenglen, la Diva du tennis d’après la biographie de Gianni Clerici.
- 1992 : Les Gastronomades, d’après le livre de cuisine d’Alice Toklas, coécrit avec D. Poncet.
- 1995 : La Vie matérielle, coécrit avec Claire Deluca d’après Marguerite Duras.
- 1996 : Je suis la vieille dame du libraire, d’après le roman de François Perche.
- 1998 : Piano pour quatre, spectacle musical personnel avec Jean-Pierre Thiercelin.
- 2001 : Treize mains, traduction et libre adaptation de la pièce de Carol Shields.
- 2004 : Allah n'est pas obligé, d'après le roman d’Ahmadou Kourouma.
- 2005 : Hôtel Dorothy Parker, coécrit avec Valeria Moretti.

## Filmographie

### Cinéma
- 1975 : Section spéciale de Costa-Gavras
- 1976 : Monsieur Klein de Joseph Losey
- 1979 : La Mémoire courte de Eduardo de Gregorio
- 1981 : L'Amour nu de Yannick Bellon
- 1982 : La Fonte de Barlaeus (Boulevard de l’étrange) de Pierre-Henri Salfati
- 1982 : Enigma de Jeannot Szwarc
- 1984 : Les Voleurs de la nuit (Thieves After Dark) de Samuel Fuller
- 1984 : Souvenirs, Souvenirs d'Ariel Zeitoun
- 1985 : Tranches de vie de François Leterrier
- 1992 : La Fille de l'air de Maroun Bagdadi
- 1992 : La Nuit de l'océan d'Antoine Perset : La mère de Maria
- 2008 : Les Murs porteurs de Cyril Gelblat

### Télévision
- 1976 : Le Berger des abeilles de Jean-Paul Le Chanois : Angélita
- 1977 : Minichronique de René Goscinny et Jean-Marie Coldefy, épisode Les Embarras : la bonne
- 1978 : Émile Zola ou la conscience humaine de Stellio Lorenzi
- 1980 : Légitime défense de Claude Grinberg
- 1981 : Messieurs les jurés, L'Affaire Romette de Gérard Gozlan
- 1982 : Paris-Saint-Lazare de Marco Pico
- 1983 : L'île bleue de Jean-Claude Guidicelli
- 1982 : Les Nouvelles Brigades du Tigre de Victor Vicas, épisode Le Complot de Victor Vicas
- 1984 : Nuits secrètes (Lace en anglais) de William Hale
- 1985 : Colette de Gérard Poitou-Weber

## Distinctions
- Prix du syndicat de la critique 1984 : Prix de la révélation théâtrale de l'année pour Gertrude morte cet après-midi
- 1989 : Label du Bicentenaire pour Olympe de Gouges
- 1999 : Prix de la Fondation de France pour Puck en Roumanie
- 1999 : Prix spécial du jury de la Sacem pour la mise en scène de Proust, de Mazarine à Clotilde
- 2001 : Lauréat de la Fondation Charles Oulmont pour Puck en Roumanie